# Dekanat ałtajski
Dekanat ałtajski (ros. Алтайский деканат) – katolicki dekanat diecezji Przemienienia Pańskiego w Nowosybirsku, w Rosji. W jego skład wchodzi 6 parafii.
Dekanat obejmuje:
- Kraj Ałtajski - 6 parafii
- Republikę Ałtaju - 0 parafii.

## Parafie dekanatu
- Barnauł – parafia Jezusa Chrystusa Króla Wszechświata
- Bijsk – parafia św. Jana Chrzciciela
- Nowoałtajsk – parafia Podwyższenia Krzyża Świętego
- Talmenka – parafia św. Piotra
- Sławgorod – parafia Wniebowzięcia Najświętszej Maryi Panny
- Szumanowka – parafia Najświętszego Serca Pana Jezusa